# Andrea Marcon
Andrea Marcon (ur. 6 lutego 1963 w Treviso) – włoski dyrygent, organista i klawesynista. W 1997 założył zespół Venice Baroque Orchestra.
Był jurorem Międzynarodowego Konkursu Bachowskiego w Lipsku (2010).

## Nagrania
- Vivaldi i inni: Andromeda liberata (serenata)
- Vivaldi: arie operowe z Magdaleną Koženą
- Handel: Ah! mio cor (arie operowe) z Magdaleną Koženą
- Vivaldi: kilka concerti grossi z Giuliano Carmignola (skrzypce)